# Joel Groff
Joel Groff (ur. 11 września 1968) – piłkarz luksemburski grający na pozycji pomocnika. W swojej karierze rozegrał 36 meczów w reprezentacji Luksemburga.

## Kariera klubowa
Swoją karierę piłkarską Groff rozpoczął w klubie Union Luxembourg. Zadebiutował w nim w sezonie 1986/1987 w lidze luksemburskiej. Wraz z US wywalczył trzy tytuły mistrza Luksemburga w sezonach 1989/1990, 1990/1991 i 1991/1992. Zdobył także dwa Puchary Luksemburga w latach 1989 i 1991. W US grał do końca sezonu 1993/1994.
Latem 1994 roku Groff przeszedł do F91 Dudelange. W sezonach 1999/2000, 2000/2001 i 2001/2002 trzykrotnie z rzędu został z nim mistrzem kraju. W zespole Dudelange występował do końca sezonu 2001/2002, po którym zakończył swoją karierę.

## Kariera reprezentacyjna
W reprezentacji Luksemburga Groff zadebiutował 11 października 1989 roku w przegranym 0:3 meczu eliminacji do MŚ 1990 z Portugalią, rozegranym w Saarbrücken. W swojej karierze grał w: eliminacjach do Euro 92, do MŚ 1994, do Euro 96 i do MŚ 1998. Od 1989 do 1998 roku rozegrał w kadrze narodowej 36 meczów.